# Linnaeaceae
Classification APG II (2003)
Famille
Classification APG III (2009)
La famille des Linnaeaceae (Linnaeacées) regroupe des plantes dicotylédones ; introduite par la classification phylogénétique, elle comprend 36 espèces réparties en 5 genres.
Ce sont des arbustes des régions tempérées principalement, originaires d'Asie du Sud-Est et d'Amérique du Nord.

## Étymologie
Le nom vient du genre Linnaea dédié à Linné, qui, selon Fournier « en faisait décorer ses vêtements, son service de table et son blason. ». Avec une modestie dont on ne sait si elle était feinte ou réelle, Linné aurait dit de la Linnaea borealis « Rampante, vile, négligée, elle passe promptement comme celui dont elle porte le nom ».

## Classification
La classification classique de Cronquist (1981) inclut ces genres dans la famille des Caprifoliaceae.
La classification phylogénétique APG II (2003) offre l'option de regrouper toutes les familles de l'ordre des Dipsacales, mis à part les Adoxaceae, dans la famille des Caprifoliaceae lato sensu (au sens large).
Cette proposition ne fait cependant pas consensus dans la communauté scientifique et les familles individuelles sont encore largement reconnues.
En classification phylogénétique APG III (2009) cette famille est invalide et ses genres sont incorporés dans la famille Caprifoliaceae.

## Liste des genres
Selon Angiosperm Phylogeny Website (28 juin 2010) :
- Abelia R. Brown
- Diabelia Landrein
- Dipelta Maximowicz
- Kolkwitzia Graebner
- Linnaea Linnaeus
- Vesalea Martens & Galeotti (Nom alternatif de Linnaea)

Selon Angiosperm Phylogeny Website (19 mai 2010) :
- Abelia
- Dipelta
- Kolkwitzia
- Linnaea
- Zabelia (en)